# スーパースポーツ世界選手権

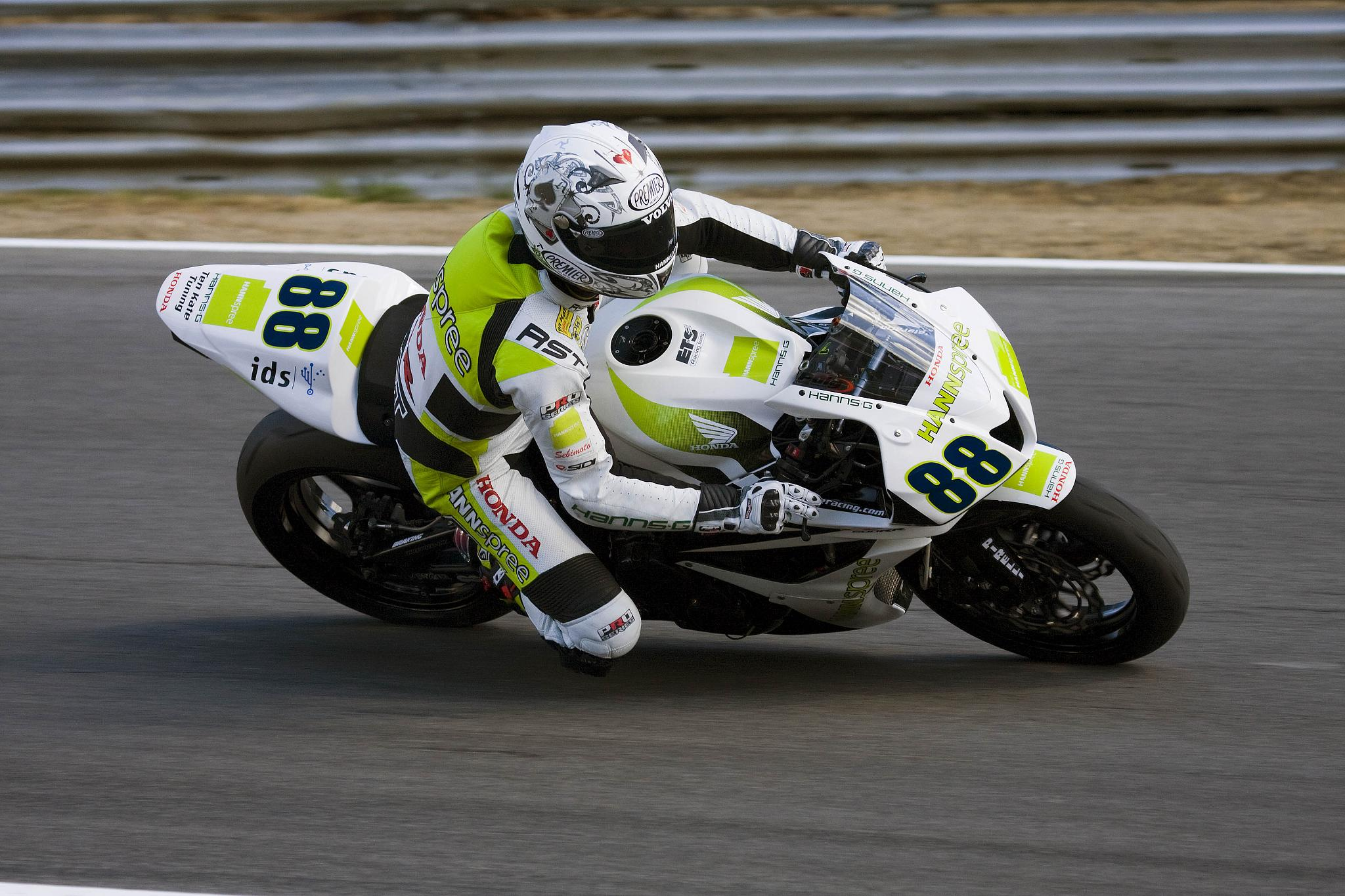
2008年シーズン世界チャンピオンのアンドリュー・ピット

スーパースポーツ世界選手権(スーパースポーツせかいせんしゅけん、World Supersport Championship, 略称：WSS)は、モーターサイクルによるモータースポーツ。国際モーターサイクリズム連盟(FIM)が主催する、4ストロークの2・3・4気筒エンジン搭載の市販車を改造したオートバイで競うロードレースの世界選手権大会。スーパーバイク世界選手権(SBK)と併催されている。

## 概要
1997年からスーパースポーツワールドシリーズとして開催されていたが、1999年にFIM公認の世界選手権となった。
原則として4気筒600cc以下、3気筒675cc以下又は2気筒750cc以下の4ストローク公道用バイクをベースにしたマシンで争われる。改造範囲はスーパーバイククラスより狭い。
2010年代後半になるとベース車の生産終了が相次ぎ、事実上YZF-R6のワンメイクレースの様相を呈したことから2022年より「ネクストジェネレーション」として本来の排気量区分に囚われない車両の参戦を認めるようになった。ネクストジェネレーションとして認証された車両には車種に応じて異なるスロットル開度やレブリミット、最低重量、改造範囲、燃料マップを適用することで徹底した車両間の性能均衡を図っている。ネクストジェネレーションの導入によりドゥカティが955ccのパニガーレV2でクラス参戦を再開、トライアンフ・モーターサイクルが765ccのストリートトリプルRSに参戦車両を変更、MVアグスタも798ccのF3RRに参戦車両を変更した。ヤマハとカワサキは2022年以降も参戦車両を変更せずに参戦していたが、2025年よりヤマハは888ccのYZF-R9、カワサキはが636ccのニンジャZX-6Rに参戦車両を変更している。2025年現在、本来の排気量区分の車両で参戦しているのはCBR-600RRのホンダ1社のみである。参戦実績は無いがスズキのGSX-R750もネクストジェネレーションの認証を取得しており参戦は可能である。また、新規参入メーカーとして2024年より中国のQJモーターが800ccのSRK800RRで参戦している。
TCSやABSといった電子制御は2017年から禁止されており、2019年からECUがワンメイク化（メクトロニック MKE7）されている。
日本では排気量が400ccを超えた車両の免許区分が大型自動二輪に属するなどの理由から販売台数は限られているが、ヨーロッパでは販売台数が多く、レース活動が売り上げに直結しているためバイクメーカーは力を入れている。2000年から2003年まではスポーツランドSUGOで日本ラウンドを開催していた。

## 歴代チャンピオン
| 年               | ライダーズ・チャンピオン       | 車両                           | マニファクチャラー・チャンピオン |
| ヨーロッパ選手権 | ヨーロッパ選手権               | ヨーロッパ選手権               |                                  |
| ---------------- | ------------------------------ | ------------------------------ | -------------------------------- |
| 1990             | ハワード・セルビー             | ヤマハ                         |                                  |
| 1991             | ルイス・ダンティン             | ホンダ・CBR600F                |                                  |
| 1992             | シュテファン・シェショヴィチュ | ホンダ・CBR600F                |                                  |
| 1993             | ミカエル・パクアイ             | ホンダ・CBR600F                |                                  |
| 1994             | イヴ・ブリゲ                   | ホンダ・CBR600F                |                                  |
| 1995             | ミカエル・パクアイ             | ドゥカティ・748R               |                                  |
| 1996             | ファブリツィオ・ピロヴァーノ   | ドゥカティ・748R               |                                  |
| ワールドシリーズ |                                |                                |                                  |
| 1997             | パオロ・カゾーリ               | ドゥカティ・748R               | ドゥカティ                       |
| 1998             | ファブリツィオ・ピロヴァーノ   | スズキ・GSX-R600               | スズキ                           |
| 世界選手権       |                                |                                |                                  |
| 1999             | ステファン・シャンボン         | スズキ・GSX-R600               | ヤマハ                           |
| 2000             | イェルグ・トイヒャート         | ヤマハ・YZF-R6                 | ヤマハ                           |
| 2001             | アンドリュー・ピット           | カワサキ・ニンジャZX-6R        | ヤマハ                           |
| 2002             | ファビアン・フォレ             | ホンダ・CBR600F4i              | スズキ                           |
| 2003             | クリス・バーミューレン         | ホンダ・CBR600RR(PC37)         | ホンダ                           |
| 2004             | カール・マガリッジ             | ホンダ・CBR600RR(PC37)         | ホンダ                           |
| 2005             | セバスチャン・シャルパンティエ | ホンダ・CBR600RR(PC37)         | ホンダ                           |
| 2006             | セバスチャン・シャルパンティエ | ホンダ・CBR600RR(PC37)         | ホンダ                           |
| 2007             | ケナン・ソフォーグル           | ホンダ・CBR600RR(PC40)         | ホンダ                           |
| 2008             | アンドリュー・ピット           | ホンダ・CBR600RR(PC40)         | ホンダ                           |
| 2009             | カル・クラッチロー             | ヤマハ・YZF-R6                 | ヤマハ                           |
| 2010             | ケナン・ソフォーグル           | ホンダ・CBR600RR(PC40)         | ホンダ                           |
| 2011             | チャズ・デイヴィス             | ヤマハ・YZF-R6                 | ヤマハ                           |
| 2012             | ケナン・ソフォーグル           | カワサキ・ニンジャZX-6R        | カワサキ                         |
| 2013             | サム・ロウズ                   | ヤマハ・YZF-R6                 | ヤマハ                           |
| 2014             | ミハエル・ファン・デル・マルク | ホンダ・CBR600RR（PC40・2013） | ホンダ                           |
| 2015             | ケナン・ソフォーグル           | カワサキ・ニンジャZX-6R        | カワサキ                         |
| 2016             | ケナン・ソフォーグル           | カワサキ・ニンジャZX-6R        | カワサキ                         |
| 2017             | ルーカス・マヒアス             | ヤマハ・YZF-R6                 | ヤマハ                           |
| 2018             | サンドロ・コルテセ             | ヤマハ・YZF-R6                 | ヤマハ                           |
| 2019             | ランディ・クルメナッハ         | ヤマハ・YZF-R6                 | ヤマハ                           |
| 2020             | アンドレア・ロカテッリ         | ヤマハ・YZF-R6                 | ヤマハ                           |
| 2021             | ドミニク・エガーター           | ヤマハ・YZF-R6                 | ヤマハ                           |
| 2022             | ドミニク・エガーター           | ヤマハ・YZF-R6                 | ヤマハ                           |
| 2023             | ニコロ・ブレガ                 | ドゥカティ・パニガーレV2       | ドゥカティ                       |
| 2024             | エイドリアン・ウエルタス       | ドゥカティ・パニガーレV2       | ドゥカティ                       |

## ポイントシステム
| 順位     | 1  | 2  | 3  | 4  | 5  | 6  | 7 | 8 | 9 | 10 | 11 | 12 | 13 | 14 | 15 |
| -------- | -- | -- | -- | -- | -- | -- | - | - | - | -- | -- | -- | -- | -- | -- |
| ポイント | 25 | 20 | 16 | 13 | 11 | 10 | 9 | 8 | 7 | 6  | 5  | 4  | 3  | 2  | 1  |

## 主な日本人ライダー
- 岡本裕生　2025年（ヤマハ）
- 南本宗一郎 2024年（ヤマハ）※スポット参戦
- 鳥羽海渡 2024年-2025年（ホンダ）
- 阿部真生騎 2023年[5]（ヤマハ）
- 岡谷雄太 2023年[5]（カワサキ）
- 川﨑祥吾 2021年（カワサキ）
- 大久保光 2016年-2017年（ホンダ）2018年-2019年、2024年（カワサキ）2020年（ホンダ）
- 渡辺一樹 2017年（カワサキ）
- 藤原克昭 2001年-2004年（スズキ）2005年-2007年（ホンダ）2008年-2010年（カワサキ）
- 武石伸也 2000年（ホンダ）